# Loch Seaforth (Schiff)
Die Loch Seaforth ist eine Ro-Pax-Fähre der Reederei CalMac Ferries. Das Schiff gehört Caledonian Maritime Assets in Port Glasgow, die es auch bereedern. Eingesetzt wird das Schiff von CalMac Ferries im Liniendienst zwischen Ullapool und Stornoway auf der Insel Lewis and Harris.

## Geschichte
Die Fähre wurde unter der Baunummer 764 von der Flensburger Schiffbau-Gesellschaft in Flensburg gebaut. Der Bauvertrag wurde am 22. Juni 2012 unterzeichnet. Der Bau begann mit dem ersten Stahlschnitt am 16. September 2013. Die Kiellegung des Schiffes erfolgte am 3. Februar 2014, Taufe und Stapellauf am 21. März 2014. Die Decksaufbauten wurden von einer polnischen Werft zugeliefert. Sie wurden am 25. März 2014 mit Hilfe eines Schwimmkrans auf den Rumpf aufgesetzt. Das Schiff wurde am 24. Oktober 2014 abgeliefert. Die Baukosten beliefen sich auf £ 41,8 Mio. Der Bau des Schiffes wurde von der Lloyds Banking Group finanziert. Im Oktober 2019 kaufte Caledonian Maritime Assets das Schiff von der Lloyds Banking Group für £ 36 Mio.
Das Schiff wurde im Februar 2015 auf der Strecke zwischen Ullapool und Stornoway in Dienst gestellt. Es ersetzte die zuvor auf dieser Strecke eingesetzte Ro-Pax-Fähre Isle of Lewis, die noch einige Jahre als zusätzliche Fähre auf der Strecke verblieb, und die Frachtfähre Muirneag, die ab 2002 in Charter von Caledonian MacBrayne auf der Strecke eingesetzt und im Herbst 2013 zurückgeliefert worden war.
Benannt ist das Schiff nach dem gleichnamigen Meeresarm in der Hebrideninsel Lewis and Harris.

## Technische Daten und Ausstattung
Das Schiff wird von zwei Viertakt-Achtzylinder-Dieselmotoren des Typs Wärtsilä 8L32 mit jeweils 4000 kW Leistung angetrieben. Die Motoren wirken über Untersetzungsgetriebe auf zwei Verstellpropeller.
Die Hauptmotoren treiben für die Stromerzeugung zwei Wellengeneratoren mit jeweils 3500 kW Leistung an. Außerdem stehen drei von Viertakt-Achtzylinder-Dieselmotoren des Typs Wärtsilä 8L20 mit jeweils 1600 kW Leistung angetriebene Leroy-Somer-Generatoren mit jeweils 1880 kVA Scheinleistung sowie je ein von einem Viertakt-Sechszylinder-Dieselmotor von Mitsubishi Heavy Industries mit 700 kW Leistung angetriebener Hafen- und ein mit 700 kW angetriebener Notgenerator zur Verfügung. Jeweils einer der Wellengeneratoren kann auch für den Antrieb des Schiffes genutzt werden. Hierfür wird er von jeweils zwei Generatoren mit Strom versorgt. Der Antrieb des Schiffes ist so redundant ausgelegt. Dies erlaubt auch Wartungs- und Instandsetzungsarbeiten an einem der Hauptmotoren im laufenden Betrieb.
Das Schiff ist mit zwei Bug- und einem Heckstrahlruder ausgestattet, die von Motoren mit jeweils 900 kW Leistung angetrieben werden. Zur Verringerung der Rollbewegungen ist das Schiff mit Flossenstabilisatoren ausgerüstet. Der Bug ist zur Verbesserung des Seeverhaltens insbesondere bei starkem Seegang und zur Verringerung des Treibstoffverbrauchs vertikal ausgelegt.
Das Schiff verfügt auf Deck 3 über ein durchgehendes Fahrzeugdeck mit 376 Spurmetern. Hier finden 104 Pkw auf fünf jeweils 2,1 Meter breiten Fahrspuren Platz. Die nutzbare Höhe auf dem Fahrzeugdeck beträgt maximal 5,60 Meter. Auf dem Fahrzeugdeck sind zwei höhenverstellbare Decks eingehängt, eines auf der Backbordseite mit einer Fahrspur und eines auf der Steuerbordseite mit zwei Fahrspuren. Auf den höhenverstellbaren Decks finden insgesamt 39 Pkw Platz. Die nutzbare Höhe auf den höhenverstellbaren Decks beträgt 2,20 Meter. Bei Nutzung der höhenverstellbaren Decks beträgt die nutzbare Höhe darunter 2,90 Meter. Zwischen den beiden höhenverstellbaren Decks verbleibt ausreichend Platz, um Lkw befördern zu können. Das Fahrzeugdeck ist über eine 3,60 Meter breite Bug- und eine 6,60 Meter breite Heckrampe zugänglich. Vor der Bugrampe befindet sich ein seitlich öffnendes Bugvisier.
Das Fahrzeugdeck ist größtenteils mit den Decksaufbauten überbaut. Im hinteren Bereich ist es nach oben offen. In den Decksaufbauten sind die Einrichtungen für Passagiere und Schiffsbesatzung untergebracht. Auf Deck 5 befinden sich unter anderem Aufenthaltsräume für die Passagiere, darunter eine Lounge, ein Bereich mit Ruhesesseln, ein Selbstbedienungsrestaurant sowie die Küche. Auf Deck 6 befinden sich eine Lounge und ein separater Bereich für Lkw-Fahrer. Im hinteren Bereich des Decks 6 befindet sich ein Sonnendeck mit Sitzgelegenheiten, ebenso wie auch im hinteren Bereich des Decks 7. Auf Deck 6 sind außerdem unter anderem Kabinen für die Schiffsbesatzung, die Offiziers- und Mannschaftsmesse und ein Aufenthaltsraum für die Besatzungsmitglieder untergebracht. Auf Deck 7 befinden sich weitere Kabinen sowie die über die gesamte Breite geschlossene Brücke. Die Passagierkapazität beträgt 700 Personen. An Bord ist Platz für 43 Besatzungsmitglieder, die in Einzelkabinen untergebracht werden können.
Das Schiff ist mit einem Schiffsevakuierungssystem ausgerüstet.